# Australian Open 2019 - Doppio femminile in carrozzina
Marjolein Buis e Yui Kamiji erano le detentrici del titolo, ma non hanno partecipato insieme a questa edizione del torneo. Buis ha fatto coppia con Sabine Ellerbrock, Kamiji con Giulia Capocci.
In finale Diede de Groot e Aniek van Koot hanno battuto Marjolein Buis e Sabine Ellerbrock con il punteggio di 5–7, 7–6(4), [10–8].

## Teste di serie
1. Diede de Groot /  Aniek van Koot (campionesse)

1. Marjolein Buis /  Sabine Ellerbrock (finale)

## Tabellone

### Legenda
| - Q = Qualificato - WC = Wild card - LL = Lucky loser | - ALT = Alternate - SE = Special Exempt - PR = Protected Ranking | - w/o = Walkover - r = Ritirato - d = Squalificato |

|  | Semifinali | Semifinali                       | Semifinali                    | Semifinali | Semifinali |  |  | Finale | Finale                           | Finale | Finale | Finale |  |
|  |            |                                  |                               |            |            |  |  |        |                                  |        |        |        |  |
|  | 1          | Diede de Groot Aniek van Koot    | Diede de Groot Aniek van Koot | 6          | 6          |  |  |        |                                  |        |        |        |  |
|  |            | Giulia Capocci Yui Kamiji        | Giulia Capocci Yui Kamiji     | 2          | 0          |  |  | 1      | Diede de Groot Aniek van Koot    | 5      | 7      | [10]   |  |
|  |            | Kgothatso Montjane Lucy Shuker   | 6                             | 1          | [7]        |  |  | 2      | Marjolein Buis Sabine Ellerbrock | 7      | 6(4)   | [8]    |  |
|  | 2          | Marjolein Buis Sabine Ellerbrock | 2                             | 6          | [10]       |  |  |        |                                  |        |        |        |  |